# أم الفرج (فلسطين)
أم الفرج قرية فلسطينية تاريخية تابعة لقضاء عكا شمال فلسطين، وتبعد عنها 10.5 كم، وترتفع 30 مترًا عن سطح البحر، وتقع على الضفة الجنوبية لوادي المفشوخ، وتبعد حوالي 5 كم عن مصب الوادي في البحر الأبيض المتوسط. نشأت القرية في أرض سهلية ترتفع نحو 25 مترًا عن سطح البحر، تمر بها طريق ترشيحا – الكابري –الحميمة – مستعمرة نهاريا – عكا، ما جعلها نقطة وصل بين عدة قرى ومدن ساحلية.

## سبب التسمية
عرفها الصليبيون باسم «لافييرج» La Fierge. يقال أن معركة عنيفة دارت بين العرب والصليبين المعسكرين في قرية الكابري المجاورة، وانتهت بإنتصار العرب. ولعل اسم القرية قد جاء من الفرح الذي تحقق للعرب بعد هذا الإنتصار.

## مساحة القرية
نشأت القرية في أرض سهلية ترتفع 25م عن سطح البحر وتربتها فيضية (طينية). وتروى من مياه بركة الفوارة وبركة التل الواقعتين في قرية النهر، ومن بعض الآبار. كانت مساحة القرية 15 دونماً، ولم تتجاوز مساحة أراضيها 810 دونمات لم يقدر الصهيونيون أن يتملكوا منها شيئاً. ولا تزيد مساحة الأرض غير الزراعية على 5 دونمات. وقد زرع نحو 745 دونماً بالحمضيات. أما الباقي فتكسوه أشجار الزيتون أو يزرع خضراً.

## السكان
وصل عدد سكان القرية في أواخر القرن التاسع عشر وصل عدد السكان إلى 200 نسمة، وفي 1922 بلغ عدد سكان القرية 377، وحسب أحصاءات سنة 1931 وصل عدد السكان 415، وفي عام 1945 بلغ عدد سكان القرية 800 نسمة، وفي 1948 بلغ عدد السكان 928.. مساكن القرية القديمة مجتمعة بشكل مستدير. وقد بدأ بعد عام 1936 إنشاء المساكن الحديثة من الحجر والاسمنت مبعثرة في البساتين.

## الزراعة
كانوا يعتمدون سكان القرية على الزراعة ويعملون بها، حيث كانت 92% من أراضي القرية مرزوعة بالحمضيات، وكان يوجد أشجار تين وتوت، ورمان وعنب بين البيوت.

## التاريخ

### العصر الصليبي والمملوكي
كانت القرية معروفة لدى الصليبيين بإسم La Fierge، وكانت جزءًا من ولاية كاسال إمبيرت. في عام 1953 منح الملك هنري كامل ملكية كاسال إمبريت بما في ذلك لا فييرج إلى جون دي إبلين. تم تأجيرها لاحقاً لأمر فرسان التيوتون لمدة عشر سنوات، وفي عام 1261 تم بيعها لهم مقابل مبلغ سنوي طالما كانت عكا تحت السطرة الصليبية. في عام 1283 ذُكرت كجزء من الأراضي الصليبية في الهدنة بين الصليبيين في عكا والسلطان المملوكي قلاوون. أصبحت تحت الحكم المملوكي عام 1291.

### العصر العثماني
تم ضم المنطقة إلى الإمبراطورية العثمانية في عام 1517 مع كل فلسطين ، وظهرت في سجلات الضرائب عام 1596 باسم فرجة ، حيث كانت في ناحية عكا (منطقة فرعية من عكا )، وهي جزء من سنجق صفد (قضاء صفد). في ذلك الوقت بلغ عدد السكان 24 أسرة و13 أعزبًا، جميعهم مسلمون . كان أهل القرية يدفعون معدل ضريبة ثابت بنسبة 20% على المنتجات الزراعية، بما في ذلك القمح والشعير والمحاصيل الصيفية والقطن والماعز وخلايا النحل، بالإضافة إلى "الإيرادات العرضية" وطاحونة مياه؛ بإجمالي 1576 آقجة. تم تخصيص نصف الإيرادات للوقف. استمر إنتاج السكر في القرية حتى بداية القرن السابع عشر الميلادي.
في عام 1799، ظهرت القرية على خريطة القائد الفرنسي بيير جاكوتين تحت اسم El Fargi. أما مسجد القرية، فيعود تاريخ بنائه إلى عام 1254 هـ (1838-1839 م)، وفقًا لنقش رخامي موجود فوق بوابته.
في مايو 1875، زار المستكشف الفرنسي فيكتور جورين القرية، وذكر أنها محاطة بحدائق رائعة تُروى بمياه نهر المفشوخ. لاحظ أن العديد من المنازل بُنيت بعناية واحتوت على حجارة قديمة مدمجة فيها. وأشار إلى أن موقع كنيسة قديمة مهدمة لا يزال معروفًا جزئيًا، وذكر أن عدد سكان القرية بلغ 200 نسمة، جميعهم من مسلمين. في عام 1881، وصف مسح صندوق استكشاف فلسطين لفلسطين الغربية هذه المدينة بأنها مبنية من الحجر ويبلغ عدد سكانها 200 نسمة. قام القرويون بزراعة أشجار التين والزيتون والتوت والرمان.
أظهرت قائمة تعداد السكان التي يرجع تاريخها إلى عام 1887 تقريبًا أن عدد سكان أم الفرج يبلغ حوالي 690 نسمة، جميعهم مسلمون.

### الانتداب البريطاني
وفقًا لتعداد فلسطين الذي أجرته سلطات الانتداب البريطاني عام 1922، بلغ عدد سكان قرية أم الفرج 322 نسمة، جميعهم من المسلمين. وفي تعداد عام 1931، ارتفع عدد السكان إلى 415 نسمة، منهم 413 مسلمًا و2 مسيحيين، وكانوا يقيمون في 94 منزلًا.
تم بناء المنازل القديمة في القرية قريبة من بعضها البعض وتشكل دائرة، في حين تم توزيع المنازل التي بنيت بعد عام 1936 بين البساتين.  كان سكان أم الفرج يعتمدون على الزراعة في معيشتهم.
في إحصاءات عام 1945م بلغ عدد سكان أم الفرج 800 نسمة، جميعهم مسلمون، وبلغت مساحة أراضيها الإجمالية 825 دونماً. في عام 1944/1945 بلغ إجمالي المساحة التي تم الاستيلاء عليها 745 دونم (0.745 كـم2؛ 0.288 ميل2) هكتارًا). تم استخدام (18  للحمضيات والموز ، 18 دونم (0.018 كـم2؛ 0.0069 ميل2) تم استخدامها للحبوب ، 42 دونم (0.042 كـم2؛ 0.016 ميل2) كانت مروية أو مستخدمة للبساتين،   في حين كانت 15 دونمًا عبارة عن مناطق مبنية (حضرية). 

### حرب 1948 وما بعدها
حاول اليهود بعد احتلالهم عكا في 20 أيار/ مايو عام 1948 بهجوم للواء كرملي ضمن الحملة على عكا وقراها، وقد نصت الأوامر العسكرية في حينها على قتل رجال القرية وتدمير مساكنها.
أقام اليهود فوق أراضي القرية مستعمرة (بن عامي) وأسكنوا فيها يهود مهاجرين من أوروبا الشرقية. لم يبق من القرية اليوم سوى مسجد آيل للسقوط وأشجار قديمة تعود للقرية وبستان موز يعود لمستعمرة بن عامي.

## وصلات خارجية
- فلسطين في الذاكرة: أم الفرج ترحب بكم
- Destroyed Villages مركز خليل السكاكيني الثقافي